# Willem Johannes Oppenoorth

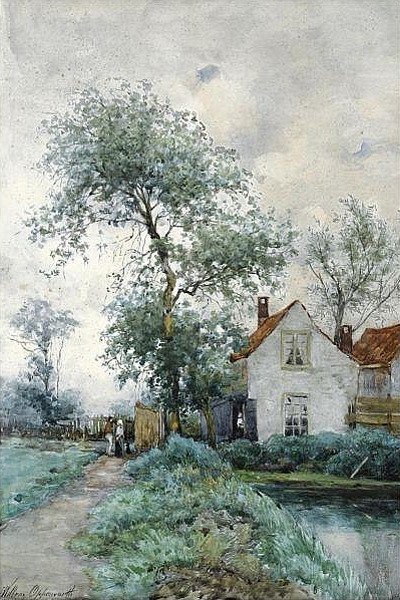
Die Leute neben einem Haus

Willem Johannes Oppenoorth (* 2. Oktober 1847 in Amsterdam; † 19. Mai 1905 in Utrecht) war ein niederländischer Landschaftsmaler und Aquarellist.
Oppenoorth war von 1862 bis 1867 Student an der Koninklijke Academie voor Schone Kunsten van Antwerpen und beim Maler Alexander Wüst (1837–1876).
Lebte und arbeitete in Amsterdam, Antwerpen bis 1867, Amsterdam bis 1875, Antwerpen bis 1878, Amsterdam 1878, dann in Den Haag. Besuchte auch oft die Provinzen Gelderland und Overijssel. 
Er malte, aquarellierte und zeichnete Landschaften, Mooransichten, Polder, Wiesenlandschaften usw. 
Von 1875 bis 1880 erhielt er das Stipendium des Königs Willem III.
Er war Mitglied von „Arti et Amicitiae“ in Amsterdam und „Pulchri Studio“ in Den Haag, dem er später auch dem Vorstand angehörte. 
Zu seinen Schülerinnen gehörten Johanna van Deventer, Thomasine Adrienne Doffegnies, Wilhelmine von Stein Callenfels und Jenny van Wijk.
Von 1873 bis 1903 nahm er an Ausstellungen in Amsterdam, Arnheim, Antwerpen, Den Haag, Rotterdam teil.